# Etnografía de Belice
La etnografía de Belice corresponde a una gran variedad de grupos de raíces mestizas, indígenas, africanas, europeas y asiáticas.
A pesar de haber sido una colonia británica, Belice se considera un país híbrido, ya que su situación geográfica y su diversidad étnica hacen que posea elementos culturales tanto del mundo anglocaribeño como del hispanoamericano.

## Composición étnica

### Censo de 2010
De acuerdo al censo de 2010, los habitantes de Belice se autoidentificaron de la siguiente forma:
| Etnia                  | Población | %     |
| ---------------------- | --------- | ----- |
| Mestizo/Español/Latino | 150 921   | 49,73 |
| Creole                 | 63 057    | 20,78 |
| Maya-Kekchí            | 17 409    | 5,73  |
| Garífuna               | 13 985    | 4,60  |
| Menonita               | 10 865    | 3,58  |
| Maya-Mopán             | 10 557    | 3,47  |
| Indostaní              | 6 486     | 2,13  |
| Caucásico/Blanco       | 3 099     | 1,02  |
| Asiático               | 2 823     | 0,93  |
| Maya-Yucateco          | 2 141     | 0,70  |
| Negro/Africano         | 1 151     | 0,37  |
| Hindú                  | 587       | 0,19  |
| Libanés                | 240       | 0,07  |
| Otro                   | 762       | 0,25  |
| Mezcla de etnias/Mixto | 18 947    | 6,24  |
| No sabe/no contesta    | 392       | 0,12  |

### Otras fuentes
Según The CIA World Factbook, el 52,9% de la población beliceña es mestiza, el 25,9% creole, el 11,3% maya, el 6,1% garífuna, el 3,9% indostaní, el 3,6% menonita, el 1,2% blanca y el 1% asiática.
Para el antropólogo mexicano Francisco Lizcano Fernández, el 48,7% de los beliceños son mestizos, el 31,2% afrodescendientes (24,9% creoles, 6,1% garífunas y 0,3% negros), el 10,6% mayas, el 4,3% blancos (3,6% menonitas) y el 3,7% asiáticos (3% hindúes y 0,7% chinos).

## Grupos étnicos

### Mestizos

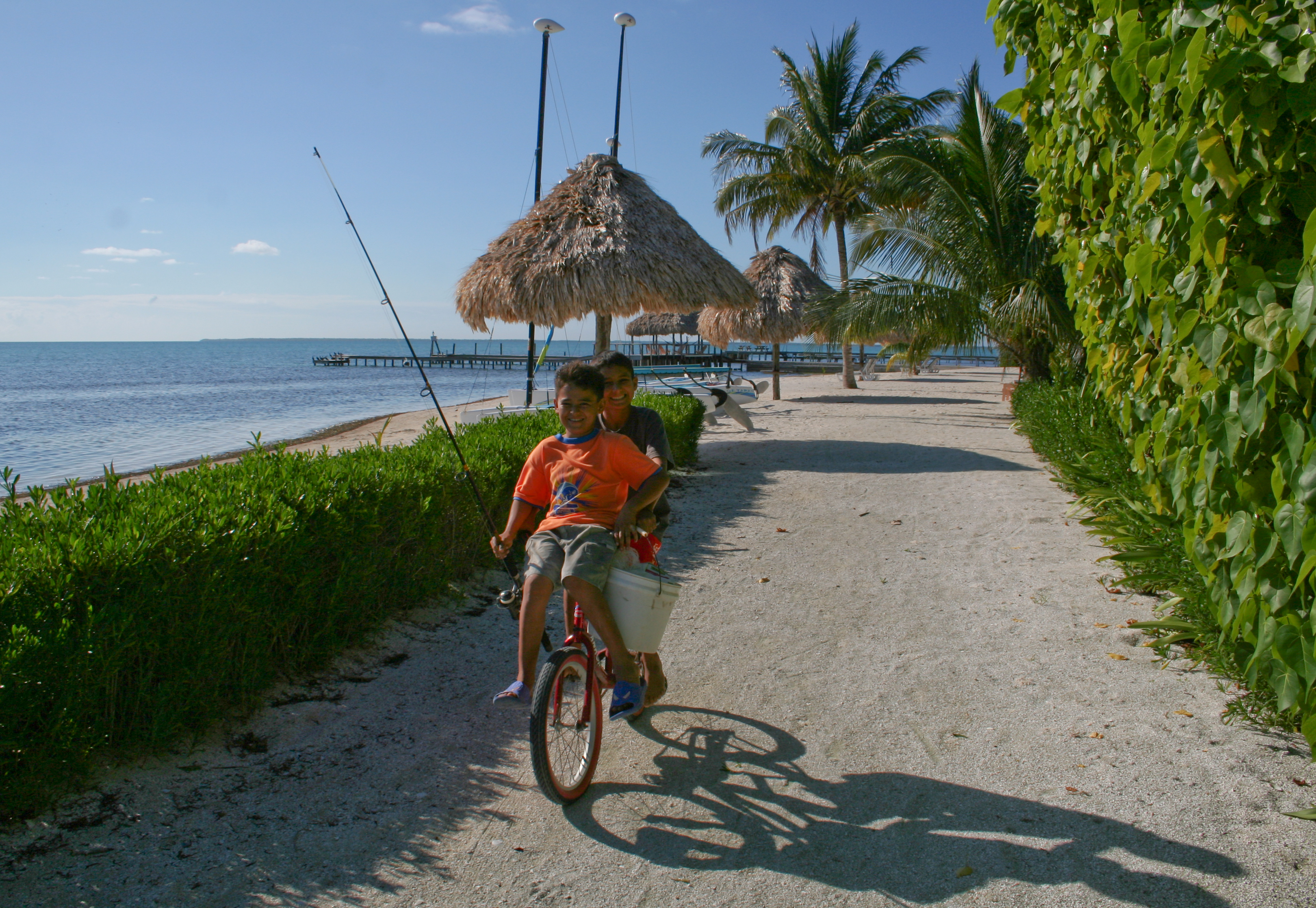
Niños mestizos en Cayo San Jorge.

Los mestizos son personas de ascendencia mixta, española y maya, y constituyen cerca de la mitad de la población del país. Los primeros mestizos llegaron a Belice en 1847, huyendo de la Guerra de Castas, un conflicto étnico que le costó la vida a un tercio de los habitantes de la entonces República de Yucatán.
Desde la década de 1980, miles de refugiados mestizos provenientes de Guatemala, El Salvador y Honduras llegaron a Belice.
En 2010, los inmigrantes constituían el 18% de la población del país, siendo los guatemaltecos el grupo extranjero más grande (41% del total), seguidos por los salvadoreños y los hondureños (15% cada uno). 
Debido a estas migraciones, hoy el español es la lengua materna de más del 40% de los beliceños.
Los mestizos están presentes en todo el territorio, especialmente en los distritos septentrionales de Corozal y Orange Walk. Muchos refugiados de la Guerra de Castas llegaron a través del Petén guatemalteco, creando comunidades mestizas en Benque Viejo del Carmen, San Ignacio y San José Succotz. Por su parte, los centroamericanos llegados a finales del siglo XX se asentaron en los alrededores de Belmopán, en el distrito de Stann Creek, y en los Cayos de Ambergris y Corker.
En el censo de 2010, los mestizos fueron contados bajo la categoría Mestizo/Español/Latino (Mestizo/Spanish/Latino), y su distribución por distrito fue la siguiente:
| Distrito    | Mestizo/Español/Latino | %     |
| ----------- | ---------------------- | ----- |
| Belice      | 26 974                 | 30,81 |
| Cayo        | 44 445                 | 63,35 |
| Corozal     | 30 061                 | 76,02 |
| Orange Walk | 34 616                 | 77,26 |
| Stann Creek | 9 501                  | 30,14 |
| Toledo      | 5 324                  | 17,81 |
| Belice      | 150 921                | 49,73 |

### Criollos (creoles)
El término creole o kriol se usa en Belice para nombrar a quienes tienen algún grado de ascendencia africana, en particular a aquellas personas que descienden de los esclavos africanos llevados al país en los siglos XVIII y XIX, de las migraciones africanas subsecuentes, y de su mezcla con los colonizadores británicos.
Hasta hace algunos años, los creoles constituían el 60 % de la población nacional, pero debido a su migración a Estados Unidos y a la llegada de refugiados desde otros países centroamericanos, hoy son alrededor de una cuarta parte del total.
El idioma tradicional de los creoles es el criollo beliceño, una mezcla del inglés con palabras africanas. 
Los creoles viven principalmente en Ciudad de Belice y en las localidades a lo largo de los ríos Belice y Sibun, y de las autopistas del Norte y del Oeste.
Según el censo de 2010, los creoles se distribuían de la siguiente forma:
| Distrito    | Creole | %     |
| ----------- | ------ | ----- |
| Belice      | 42 107 | 48,10 |
| Cayo        | 10 247 | 14,60 |
| Corozal     | 2 151  | 5,44  |
| Orange Walk | 2 402  | 5,36  |
| Stann Creek | 5 128  | 16,27 |
| Toledo      | 1 022  | 3,41  |
| Belice      | 63 057 | 20,78 |

### Mayas

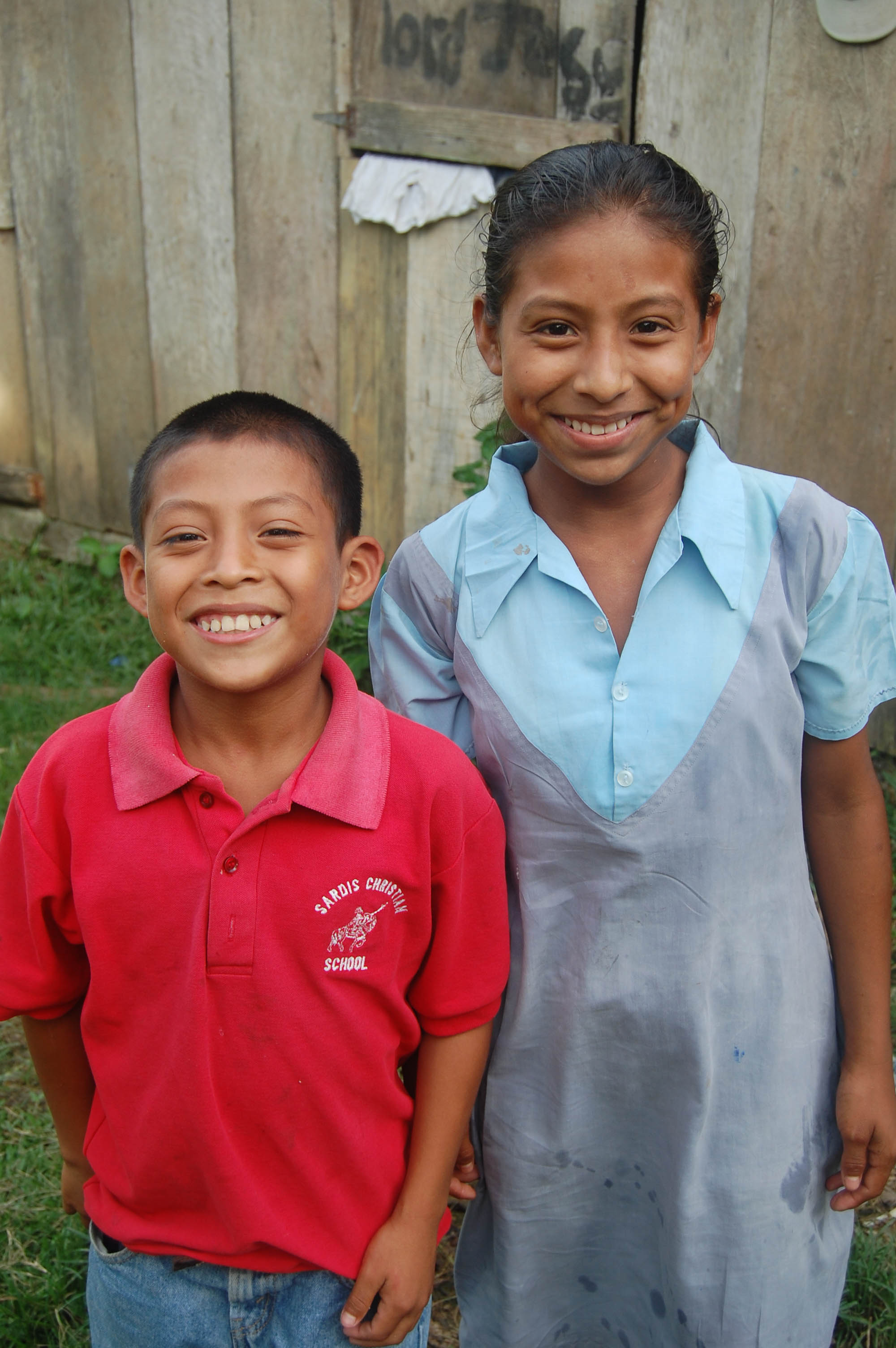
Niños maya kekchí.

La presencia de los mayas en Belice data de al menos el 2500 a. C. 
Durante el apogeo de su cultura (250-1000), 400 000 mayas vivieron en Belice. Muchos de sus descendientes aún habitaban el territorio cuando los europeos empezaron a colonizarlo en los siglos XVI y XVII. Debido a la ocupación británica, los mayas fueron desplazados al interior del país, donde fueron derrotados en 1867 y 1872, siendo definitivamente integrados en la sociedad beliceña.
Los mayas actuales proceden de México y Guatemala, y representan una décima parte de la población nacional. Oficialmente se divide a los mayas en tres grupos:
- Los yucatecos, que migraron desde el sur de México y viven en los distritos del norte. Su idioma es el maya yucateco, aunque han sido en gran medida asimilados por la población mestiza.
- Los mopán, que llegaron desde el Petén guatemalteco, y hoy viven en los distritos de Toledo y Stann Creek. Su idioma es la lengua mopán.
- Los kekchí, que también llegaron de Guatemala y viven en el distrito de Toledo. Su idioma es la lengua kekchí.[8]

El censo de 2010 contabilizó a los mayas de acuerdo a las tres categorías anteriores, mostrando los siguientes resultados:
| Distrito    | Maya-Kekchí | %     | Maya-Mopán | %     | Maya-Yucateco | %    | Total Maya | %     |
| ----------- | ----------- | ----- | ---------- | ----- | ------------- | ---- | ---------- | ----- |
| Belice      | 837         | 0,95  | 627        | 0,71  | 166           | 0,18 | 1 630      | 1,86  |
| Cayo        | 1 408       | 2,00  | 1 936      | 2,75  | 1 469         | 2,09 | 4 813      | 6,86  |
| Corozal     | 68          | 0,17  | 84         | 0,21  | 289           | 0,73 | 441        | 1,11  |
| Orange Walk | 72          | 0,16  | 237        | 0,52  | 164           | 0,36 | 473        | 1,05  |
| Stann Creek | 1 333       | 4,22  | 3 166      | 10,04 | 29            | 0,09 | 4 528      | 14,36 |
| Toledo      | 13 691      | 45,81 | 4 507      | 15,08 | 24            | 0,08 | 18 222     | 60,97 |
| Belice      | 17 409      | 5,73  | 10 557     | 3,47  | 2 141         | 0,70 | 30 107     | 9,92  |

### Garífunas

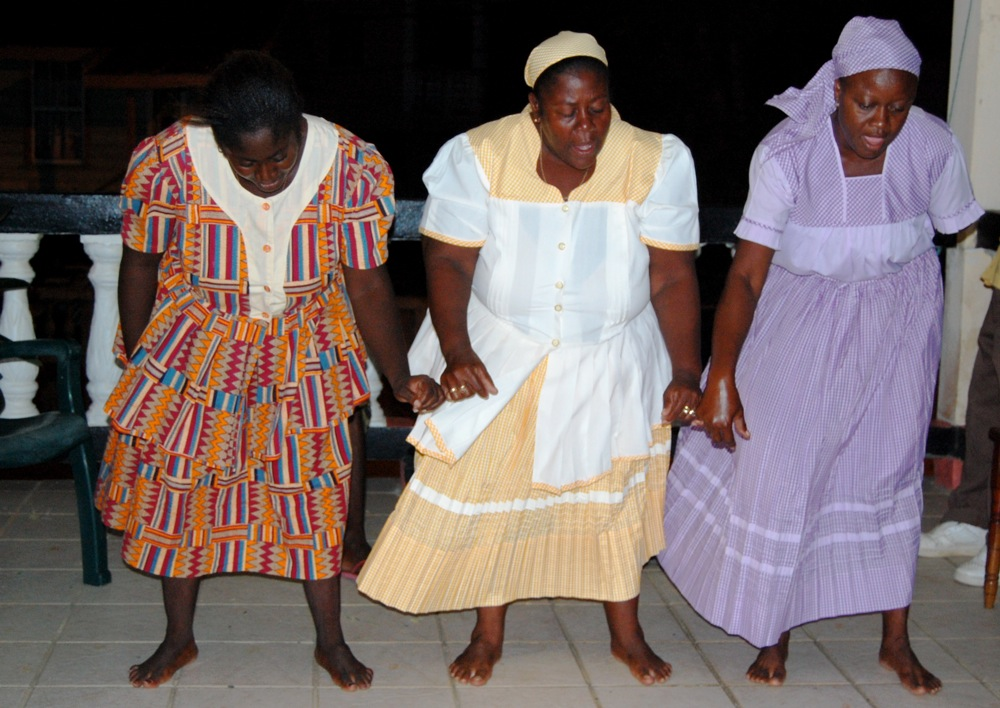
Baile garífuna en Dangriga.

Los garífunas o Caribes negros aparecieron en 1675, cuando un barco con esclavos negros naufragó cerca a las costas de San Vicente. Los sobrevivientes se unieron a los indios Caribes y exterminaron a la población blanca de la isla, estableciendo un gobierno común y casándose entre ellos.
En 1797 los británicos lograron derrotarlos y deportaron a 5000 sobrevivientes a las Islas de la Bahía. Desde allí, los garífunas se dispersaron por el continente, alcanzando una población de 150 personas en el sur de Belice en 1802.
Actualmente los garífunas viven principalmente en el distrito de Stann Creek. Su idioma es el garífuna.
En el censo de 2010, la población garífuna se distribuía de la siguiente forma:
| Distrito    | Garífuna | %     |
| ----------- | -------- | ----- |
| Belice      | 3 578    | 4,08  |
| Cayo        | 975      | 1,38  |
| Corozal     | 235      | 0,59  |
| Orange Walk | 262      | 0,58  |
| Stann Creek | 7 518    | 23,85 |
| Toledo      | 1 417    | 4,74  |
| Belice      | 14 061   | 4,60  |

### Menonitas

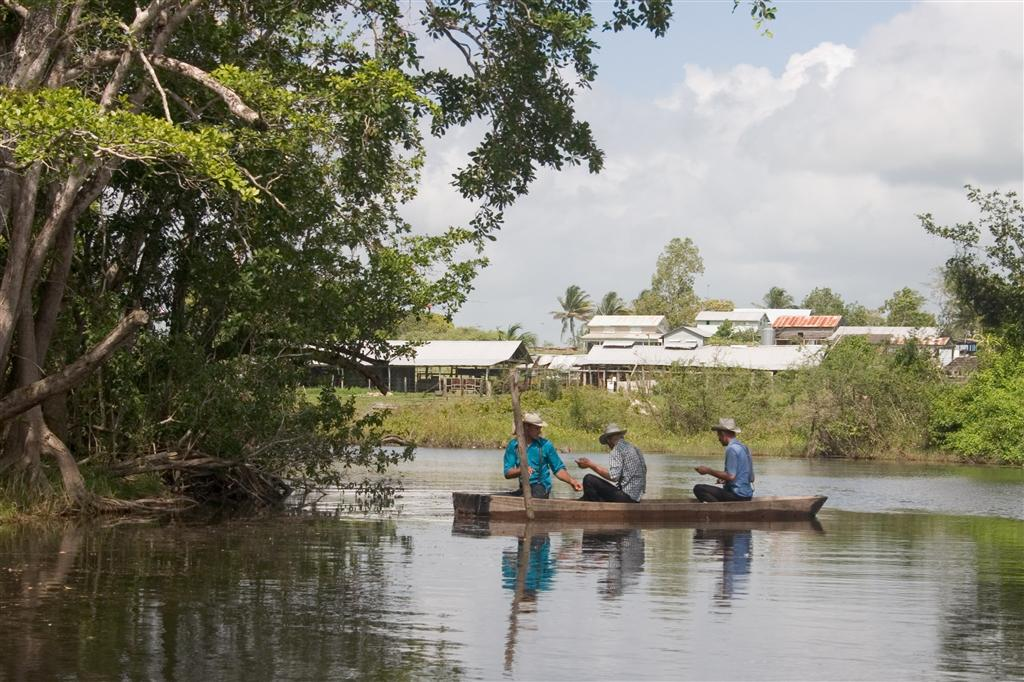
Pescadores menonitas en el río Nuevo.

Los menonitas son un grupo de origen neerlandés, que comenzó su migración a Belice en 1958.
Inicialmente llegaron 3,500 menonitas canadienses, atraídos por la promesa del Gobierno de eximirlos del servicio militar obligatorio.
Hoy los menonitas viven principalmente en la parte alta del río Belice, entre los distritos de Orange Walk, Cayo y Corozal. Su idioma tradicional es el Plautdietsch o bajo alemán, aunque muchos de ellos hablan inglés, criollo y español.
De acuerdo al censo de 2010, la población menonita por distrito era la siguiente:
| Distrito    | Menonita | %     |
| ----------- | -------- | ----- |
| Belice      | 353      | 0,40  |
| Cayo        | 2 809    | 4,00  |
| Corozal     | 2 566    | 6,48  |
| Orange Walk | 4 852    | 10,82 |
| Stann Creek | 46       | 0,14  |
| Toledo      | 239      | 0,79  |
| Belice      | 10 865   | 3,58  |

### Indostaníes
Los primeros indostaníes llegaron a Belice en 1858. Se trataba de mil rebeldes que fueron deportados junto a sus esposas y familias tras la supresión de la Rebelión india de 1857. 
A partir de 1838, y tras la abolición de la esclavitud, miles de indios fueron llevados al Caribe como trabajadores no abonados. En 1880 algunos de estos trabajadores fueron transportados a Belice desde Jamaica, con el fin de servir en las plantaciones de los estadounidenses exiliados de la Guerra Civil.
La última migración de indostaníes se produjo en la década de 1970, cuando varios exiliados a causa de las políticas racistas del dictador Idi Amín llegaron desde Uganda.
En la actualidad, los indostaníes viven principalmente en los distritos de Toledo y Corozal, y en la Ciudad de Belice.
El censo de 2010 incluyó dos categorías para la población indostaní (East Indian y Hindu), distribuyéndose de la siguiente forma:
| Distrito    | Indostaní | %    | Hindú | %    | Total Indostaní | %    |
| ----------- | --------- | ---- | ----- | ---- | --------------- | ---- |
| Belice      | 2 041     | 2,33 | 320   | 0,36 | 2 361           | 2,69 |
| Cayo        | 806       | 1,14 | 50    | 0,07 | 856             | 1,22 |
| Corozal     | 1 142     | 2,88 | 106   | 0,26 | 1 248           | 3,15 |
| Orange Walk | 159       | 0,35 | 76    | 0,17 | 235             | 0,52 |
| Stann Creek | 917       | 2,90 | 28    | 0,08 | 945             | 2,99 |
| Toledo      | 1 421     | 4,75 | 7     | 0,02 | 1 428           | 4,77 |
| Belice      | 6 486     | 2,13 | 587   | 0,19 | 7 073           | 2,33 |

### Blancos
El asentamiento británico en Belice comenzó en 1638. Se trataba piratas ingleses y escoceses conocidos como Baymen, que se dedicaron a la recolección de palo de tinte y caoba. Los colonos introdujeron la esclavitud a Belice, además de frenar la influencia española sobre la región.
Después de la guerra civil estadounidense, algunos líderes sureños migraron al distrito de Toledo, donde adquirieron 4000 acres para el cultivo de algodón.
Tras la independencia, empresarios estadounidenses y europeos se instalaron en el país para dedicarse al sector turístico.
El censo de 2010 incluyó a los blancos dentro de la categoría Caucasian/White, cuya población por distrito fue la siguiente:
| Distrito    | Blanco | %    |
| ----------- | ------ | ---- |
| Belice      | 1 156  | 1,32 |
| Cayo        | 787    | 1,12 |
| Corozal     | 341    | 0,86 |
| Orange Walk | 98     | 0,21 |
| Stann Creek | 476    | 1,51 |
| Toledo      | 241    | 0,80 |
| Belice      | 3 099  | 1,02 |

### Asiáticos

Negocio chino en Corozal.

Belice cuenta con poblaciones de origen chino, taiwanés y coreano.
La migración china comenzó 1865, cuando 480 obreros no abonados llegaron a trabajar a los campos madereros. Más chinos arribaron poco antes del estallido de la Segunda Guerra Mundial, después de ser expulsados de Estados Unidos y de México. La mayoría de los chinos procedían de la región de Guandong.
A partir de los años 1990, algunos inversionistas procedentes de China continental, Taiwán y Hong Kong arribaron al país atraídos por los estímulos económicos otorgados por el Gobierno.
El censo de 2010 mostró que la población asiática se distribuía de la siguiente manera:
| Distrito    | Asiático | %    |
| ----------- | -------- | ---- |
| Belice      | 1 220    | 1,39 |
| Cayo        | 648      | 0,92 |
| Corozal     | 266      | 0,67 |
| Orange Walk | 344      | 0,76 |
| Stann Creek | 265      | 0,37 |
| Toledo      | 80       | 0,26 |
| Belice      | 2 823    | 0,93 |

### Negros
Los esclavos africanos fueron introducidos a Belice a principios del siglo XVIII. La mayoría de ellos se mezclaron con los colonos británicos, dando lugar a la población creole.
Después de la independencia, algunos inmigrantes nigerianos han llegado al país para trabajar en el sistema de salud. En el último censo, cerca de 400 jamaiquinos vivían en Belice.
En el censo de 2010, la población que se identificaba dentro de la categoría Africano/Negro (African/Black) se distribuía de la siguiente forma:
| Distrito    | Africano/Negro | %    |
| ----------- | -------------- | ---- |
| Belice      | 729            | 0,83 |
| Cayo        | 199            | 0,28 |
| Corozal     | 65             | 0,16 |
| Orange Walk | 41             | 0,09 |
| Stann Creek | 79             | 0,25 |
| Toledo      | 38             | 0,12 |
| Belice      | 1 151          | 0,37 |

### Árabes
Los árabes migraron a Belice en épocas recientes, dedicándose principalmente a actividades comerciales. La mayoría son de origen sirio o libanés, aunque la comunidad palestina ha adquirido una gran relevancia política.
En el censo de 2010 solo se contó la población libanesa (Lebanese), y su distribución a nivel distrital fue la siguiente:

| Distrito    | Libanés | %    |
| ----------- | ------- | ---- |
| Belice      | 146     | 0,16 |
| Cayo        | 39      | 0,05 |
| Corozal     | 52      | 0,13 |
| Orange Walk | 0       | 0,00 |
| Stann Creek | 3       | 0,00 |
| Toledo      | 0       | 0,00 |
| Belice      | 240     | 0,07 |

## Composición genética
Según un estudio llevado a cabo en 2014, la mezcla racial promedio en Belice es 38% indígena, 37% europea y 25% africana.